# Women's Open

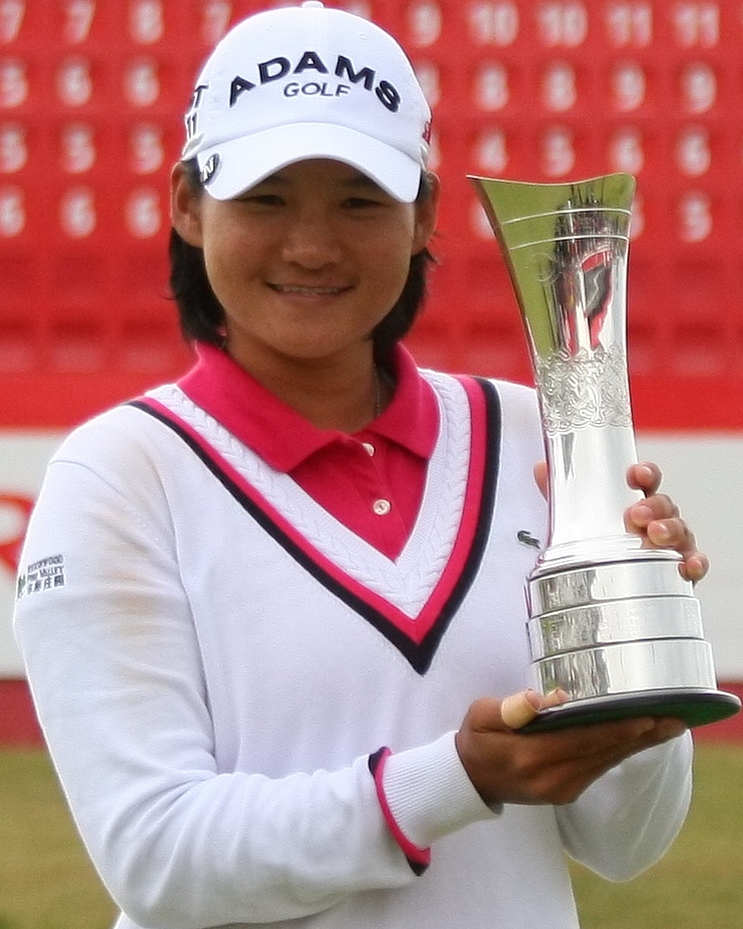
Yani Tseng, winnares 2011

Het Women's British Open is voor dames-golfprofessionals het belangrijkste toernooi in Europa. Het is een van de vijf golftoernooien (majors). De andere drie zijn Kraft Nabisco Championship, US Women's Open, het Ladies Professional Golfers' Association (LPGA) kampioenschap en, sinds 2013 The Evian Championship.

## Geschiedenis
Het Women's British Open werd in 1976 opgericht als tegenhanger voor het Brits Open op de Europese PGA Tour. De start was moeilijk, de media en sponsors waren niet geïnteresseerd in damesgolf, en het was moeizaam om clubs te vinden die hun baan ter beschikking wilden stellen. Tot en met 1993 hoorde het toernooi bij de Ladies European Tour (LET), die in dat jaar dreigde failliet te gaan. Er volgde een reorganisatie, en het Women's British Open ging vanaf 1994 ook deel uitmaken van de Amerikaanse LPGA Tour.
Naarmate het toernooi bekender werd, vond het ook plaats op meer bekende banen zoals Turnberry (2002), Royal Lytham & St Annes (1998, 2003, 2006), Royal Birkdale (2000, 2005) en in 2007 op de Old Course van St Andrews Links.
Sinds 2001 geldt het Britse Open als een van de majors. Sinds 2005 worden 150 deelneemsters toegelaten, waarvan 65 de cut halen. In 2007 en 2008 is de prijzenpot gevuld met ruim  £ 1.000.000 en er is een speciale prijs voor de beste amateur, de Smyth Salver. Deze ging in 2007 naar Melissa Reid.

## Winnaars

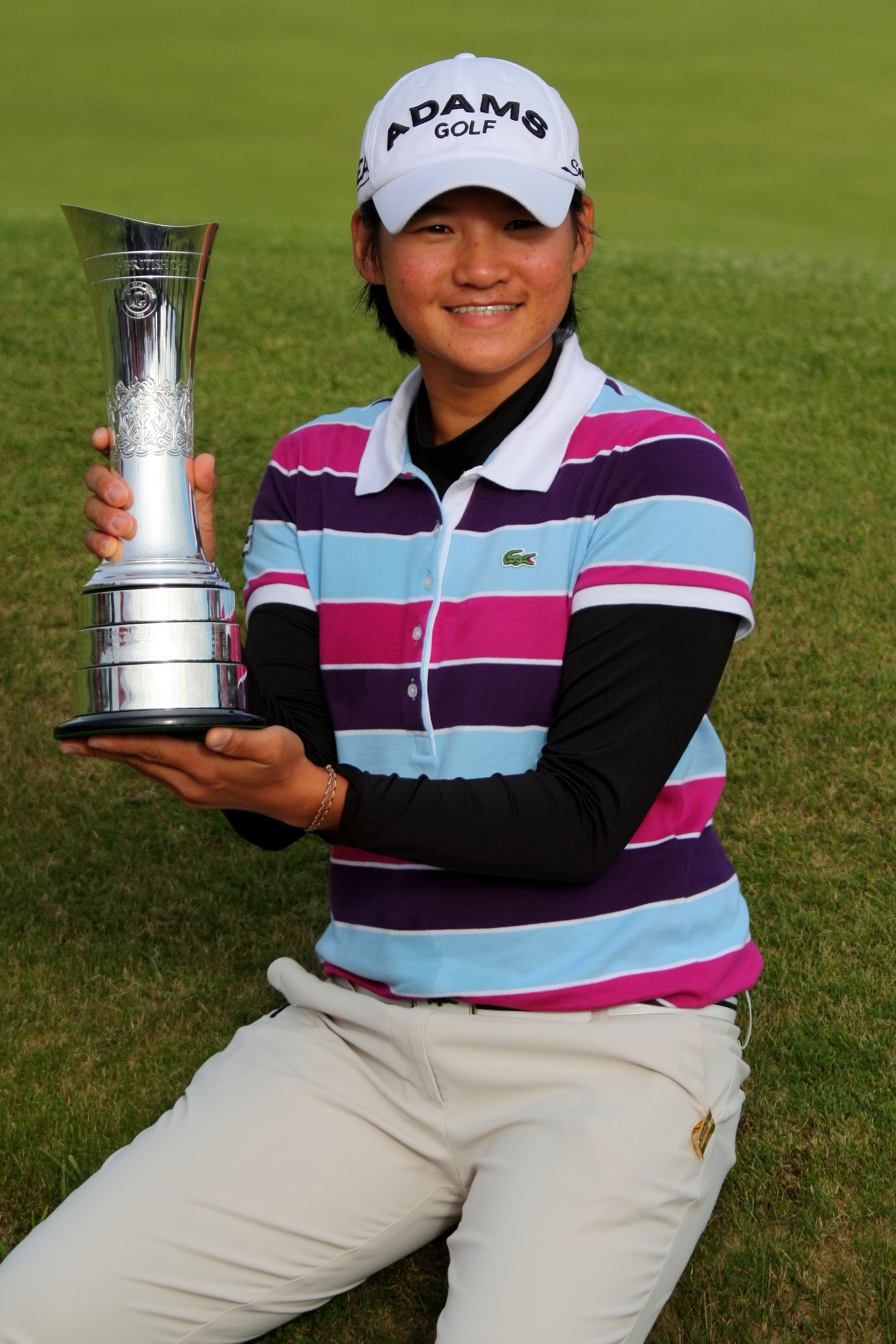
Yani Tseng met haar trofee van 2010

| Jaar                           | Baan                              | Winnaar               | Land          | Score         |     |
| ------------------------------ | --------------------------------- | --------------------- | ------------- | ------------- | --- |
| 1976                           | Fulford Golf Club                 | Jenny Lee Smith       | ENG           | 299           |     |
| 1977                           | Lindrick Golf Club                | Vivien Saunders       | ENG           | 306           |     |
| 1978                           | Foxhills Golf & Country Club      | Janet Melville        | ENG           | 310           |     |
| 1979                           | Southport and Ainsdale Golf Club  | Alison Sheard         | RSA           | 301           |     |
| 1980                           | The Wentworth Club                | Debbie Massey         | USA           | 294           |     |
| 1981                           | Northumberland Golf Club          | Debbie Massey         | USA           | 295           |     |
| 1982                           | Royal Birkdale Golf Club          | Marta Figueras-Dotti  | ESP           | 296           |     |
| 1983                           | niet gespeeld                     | niet gespeeld         | niet gespeeld | niet gespeeld |     |
| 1984                           | Woburn Golf Club                  | Ayako Okamoto         | JPN           | 289           |     |
| 1985                           | Moor Park Golf Club               | Betsy King            | USA           | 300           |     |
| 1986                           | Royal Birkdale Golf Club          | Laura Davies          | ENG           | 283           |     |
| Wheetabix Women's British Open |                                   |                       |               |               |     |
| 1987                           | St. Mellion International Resort  | Alison Nicholas       | ENG           | 296           |     |
| 1988                           | Lindrick Golf Club                | Corinne Dibnah        | AUS           | 295           |     |
| 1989                           | Ferndown Golf Club                | Jane Geddes           | USA           | 274           |     |
| 1990                           | Woburn Golf Club                  | Helen Alfredsson      | SWE           | 288           |     |
| 1991                           | Woburn Golf Club                  | Penny Grice-Whittaker | ENG           | 284           |     |
| 1992                           | Woburn Golf Club                  | Patty Sheehan         | USA           | 207           |     |
| 1993                           | Woburn Golf Club                  | Karen Lunn            | AUS           | 275           |     |
| 1994                           | Woburn Golf Club                  | Liselotte Neumann     | SWE           | 280           | -8  |
| 1995                           | Woburn Golf Club                  | Karrie Webb           | AUS           | 278           | -10 |
| 1996                           | Woburn Golf Club                  | Emilee Klein          | USA           | 277           | -11 |
| 1997                           | Sunningdale Golf Club             | Karrie Webb           | AUS           | 269           | -19 |
| 1998                           | Royal Lytham & St Annes Golf Club | Sherri Steinhauer     | USA           | 292           | +4  |
| 1999                           | Woburn Golf Club                  | Sherri Steinhauer     | USA           | 283           | -5  |
| 2000                           | Royal Birkdale Golf Club          | Sophie Gustafson      | SWE           | 282           | -6  |
| 2001                           | Sunningdale Golf Club             | Pak Se-ri             | KOR           | 277           | -11 |
| 2002                           | Turnberry Golf Club               | Karrie Webb           | AUS           | 273           | -11 |
| 2003                           | Royal Lytham & St Annes Golf Club | Annika Sörenstam      | SWE           | 278           | -10 |
| 2004                           | Sunningdale Golf Club             | Karen Stupples        | ENG           | 269           | -19 |
| 2005                           | Royal Birkdale Golf Club          | Jeong Jang            | KOR           | 272           | -16 |
| 2006                           | Royal Lytham & St Annes Golf Club | Sherri Steinhauer     | USA           | 281           | -7  |
| Ricoh Women's British Open     |                                   |                       |               |               |     |
| 2007                           | St Andrews Links                  | Lorena Ochoa          | MEX           | 287           | -1  |
| 2008                           | Sunningdale Golf Club             | Jiyai Shin            | KOR           | 270           | -18 |
| 2009                           | Royal Lytham & St Annes Golf Club | Catriona Matthew      | SCO           | 288           | -3  |
| 2010                           | Royal Birkdale Golf Club          | Yani Tseng            | TAI           | 277           | -11 |
| 2011                           | Carnoustie Golf Club              | Yani Tseng            | TAI           | 272           | -16 |
| 2012                           | Royal Liverpool Golf Club         | Jiyai Shin            | KOR           | 279           | -9  |
| 2013                           | St Andrews Links                  | Stacy Lewis           | USA           | 280           | -8  |
| 2014                           | Royal Birkdale Golf Club          | Mo Martin             | USA           | 287           | -1  |
| 2015                           | Turnberry Golf Club               | Inbee Park            | KOR           | 276           | -12 |
| 2016                           | Woburn Golf Club                  | Ariya Jutanugarn      | THA           | 272           | -16 |
| 2017                           | Kingsbarns Golf Links             | In-Kyung Kim          | KOR           | 270           | -18 |
| 2018                           | Royal Lytham & St Annes Golf Club | Georgia Hall          | ENG           | 271           | -17 |
| AIG Women's British Open       |                                   |                       |               |               |     |
| 2019                           | Woburn Golf Club                  | Hinako Shibuno        | JPN           | 270           | -18 |
| 2020                           | Royal Troon Golf Club             | Sophia Popov          | GER           | 277           | -7  |
| 2021                           | Carnoustie Golf Club              | Anna Nordqvist        | SWE           | 276           | -12 |
| 2022                           | Muirfield                         | Ashleigh Simon        | RSA           | 274           | -10 |

### Meervoudige winnaars
Er zijn twee speelsters die het toernooi driemaal hebben gewonnen, Karrie Webb uit Australië en Sherri Steinhauer uit de Verenigde Staten. De Amerikaanse Debbie Massey, de Taiwanese Yani Tseng en de Zuid-Koreaanse Jiyai Shin wonnen het tweemaal. 
 Australian Ladies Masters ·
 Women's Australian Open ·
 New Zealand Women's Open ·
 World Ladies Championship ·
 Lalla Meryem Cup ·
 Buick Championship ·
 Turkish Ladies Open ·
 Dutch Ladies Open ·
 ISPS Handa Ladies European Masters ·
 Ladies Scottish Open ·
 Women's British Open ·
 Sberbank Golf Masters ·
 Helsingborg Open ·
 The Evian Championship ·
 Ladies Open de France ·
 Xiamen Open ·
 Sanya Ladies Open ·
 South African Women's Open ·
 Women's Indian Open ·
 Dubai Ladies Masters
Kowa Queens Cup ·
Solheim Cup
 Coates Golf Championship ·
 Pure Silk Bahamas LPGA Classic ·
 Women's Australian Open ·
 LPGA Thailand ·
 HSBC Women's Champions ·
 Founders Cup ·
 Kia Classic ·
 Chevron Championship ·
 LPGA Lotte Championship ·
 Swinging Skirts LPGA Classic ·
 North Texas LPGA Shootout ·
 Kingsmill Championship ·
 Airbus LPGA Classic ·
 ShopRite LPGA Classic ·
 Manulife Financial LPGA Classic ·
 Women's PGA Championship ·
 NW Arkansas Championship ·
 US Women's Open ·
 Marathon Classic ·
 Meijer LPGA Classic ·
 Women's Open ·
 Portland Classic ·
 Canadian Women's Open ·
 Yokohama Tire LPGA Classic ·
 The Evian Championship ·
 Reignwood LPGA Classic ·
 LPGA Malaysia ·
 LPGA KEB HanaBank Championship ·
 Blue Bay LPGA ·
 LPGA Taiwan Championship ·
 LPGA Japan Classic ·
 Lorena Ochoa Invitational ·
 CME Group Tour Championship
International Crown · Solheim Cup · Wendy's 3-Tour Challenge